# Hubertus Maria van Bruggen

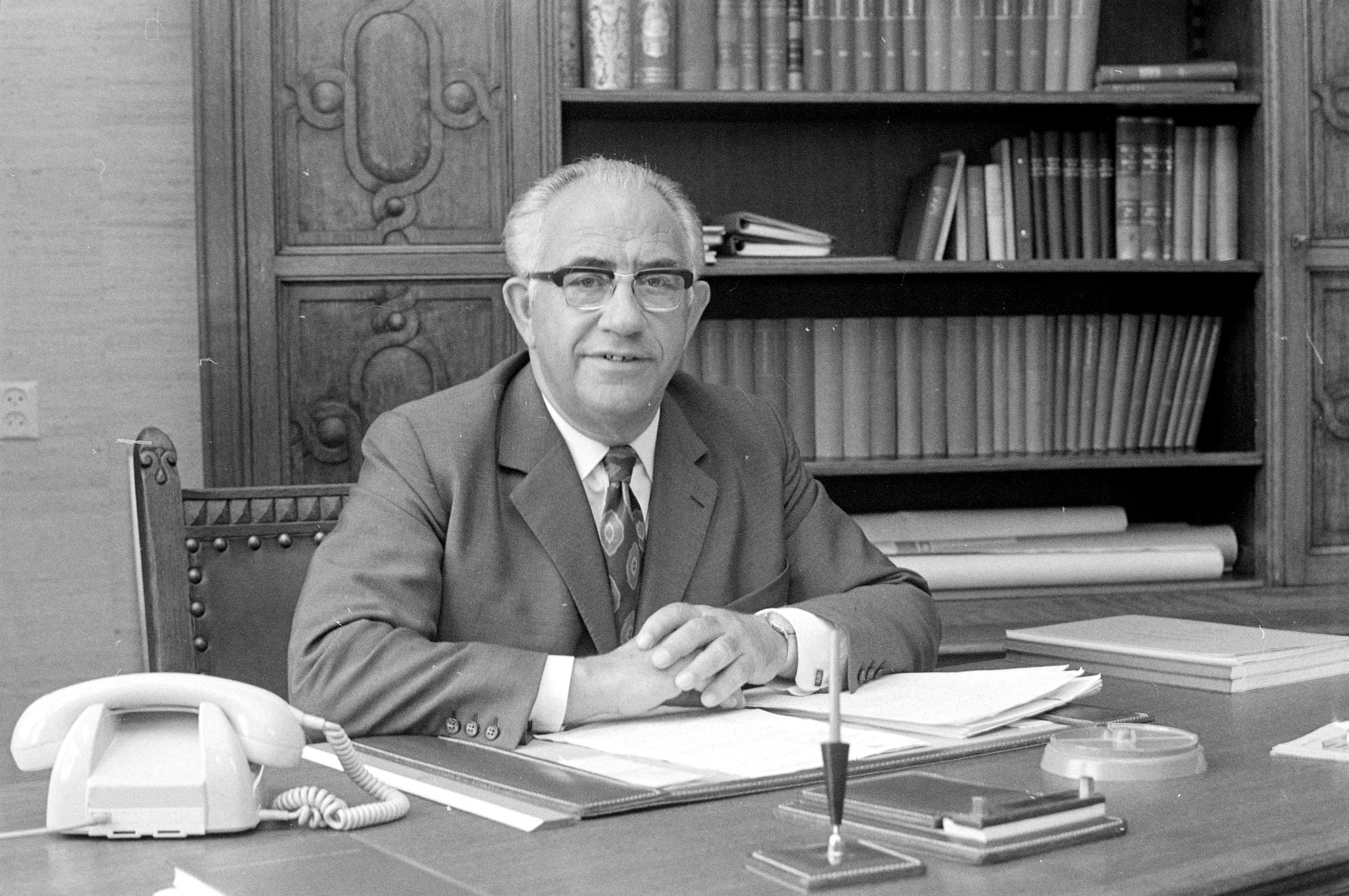
Burg. H.M. van Bruggen, 1972

Hubertus Maria van Bruggen (Deventer, 17 november 1907 – Haarlem, 3 juni 1995) was een Nederlands politicus van de KVP.
Hij was 35 jaar onderwijzer waarvan 28 jaar als schoolhoofd van een R.K. basisschool in Halfweg voor hij in 1968 burgemeester werd van Haarlemmerliede en Spaarnwoude. Hij had toen al wel ervaring met de lokale politiek want hij was lange tijd gemeenteraadslid geweest bij dezelfde gemeente. In 1972 ging hij daar met pensioen en in 1995 overleed hij op 87-jarige leeftijd.